# Alan Helffrich
Pour les articles homonymes, voir Helffrich.
Alan Boone Helffrich, né le 7 août 1900 à Yonkers et décédé le 3 février 1994 à New York, est un athlète américain spécialiste du demi-fond, et vainqueur du relais 4 × 400 mètres des Jeux olympiques de 1924.

## Biographie
Helffrich remporte le titre du 880 yards de l'Amateur Athletic Union en 1921, 1922 et 1925, ainsi que le championnat universitaire 1922 et 1923. Lors des Jeux olympiques de 1924 à Paris, l'équipe du relais 4×400 mètres des États-Unis composé de Commodore Cochran, Alan Helffrich, Oliver MacDonald et William Stevenson, décroche le titre olympique et établit un nouveau record du monde (3 min 16 s 0) sur la distance. 
En 1925, Alan Helffrich est le seul athlète à battre le Finlandais Paavo Nurmi lors de sa tournée américaine. Il réalise cette performance sur 880 yards.

## Palmarès

### Jeux olympiques
- Jeux olympiques d'été de 1924 à Paris :
  -  Médaille d'or du relais 4 × 400 mètres